# Гајзелберг
Гајзелберг (њем. Geiselberg) општина је у њемачкој савезној држави Рајна-Палатинат. Једно је од 84 општинска средишта округа Југозападни Палатинат. Према процјени из 2010. у општини је живјело 865 становника. Посједује регионалну шифру (AGS) 7340012.

## Географски и демографски подаци
Гајзелберг се налази у савезној држави Рајна-Палатинат у округу Југозападни Палатинат. Општина се налази на надморској висини од 400–415 метара. Површина општине износи 6,3 km². У самом мјесту је, према процјени из 2010. године, живјело 865 становника. Просјечна густина становништва износи 137 становника/km².